# Поточе (Ајдовшчина)
Поточе је насељено место у општини Ајдовшчина, покрајини Приморска која припада Горишкој регији у Републици Словенији.
Поточе је 1952. припојено насељу Камње, да би 1972 поново издвојено и постало самостално насеље.
Налази се на неколико километара западно од Ајдовшчине на надморској висини од 120 метра У насељу према попису из 2002. живе 198 становника.